# 바르비투르산계
바르비투르산계(barbiturates)는 전신마취의 유도에 흔히 사용되며, 그 종류에는 현재 thiobarbiturates인 thiopental과 thiamylal이 있으며 oxybarbiturate인 methohexital이 있으나 오늘날 전세계적으로 가장 많이 사용되는 것은 thiopental이며 드물게 소아에서 직장을 통한 methohexital(rectal methohexital, 10%, 25mg/kg)을 사용하기도 한다. Thiopental은 nonbarbiturates 정맥마취제와 여러 가지 약리학적 특성을 비교할 때 가장 기본이 되는 표준 정맥마취제이며 임상적 특징은 빠른 최면작용과 짧은 작용시간을 가졌으며 항경련작용은 있지만 진통작용은 없다. 주된 작용기전은 아직 확실히 규명되어 있지 않으나 중추신경계의 여러부위에 다양하게 작용하는 것으로 추정된다. 즉 acetylcholine같은 신경전달물질의 유리를 감소시켜 다연접반응(polysynaptic response)을 감소시키고 gamma-aminobutyric acid(GABA) 같은 신경전달억제물질의 유리를 촉진시켜 교감신경계의 신경전달을 억제시키고 망상활성계(reticular activating system)의 활성을 억제시키는데, barbiturates의 중추신경계작용에 대한 특수 길항제는 아직 없다.

## 중추신경계에 대한 작용
모든 barbiturates는 투여한 약물의 양과 속도에 따라서 진정, 최면 또는 마취작용을 가지며 아울러 호흡억제 및 항경련작용이 있다. Barbiturates는 일반적으로 대뇌피질이나 상행성 망상활성계(ascending reticural activating system)를 먼저 억제한 후에 연수중추(mendullary center)를 억제하기 시작한다. 뇌혈류량과 뇌척수액압이 떨어지면 두개강내압이 떨어지고 대뇌 산소소모량및 뇌대사가 감소하므로 저산소혈증으로 오는 뇌손상 치료에 도움이 된다.

## 순환계에 대한 작용
Barbiturates를 사용하면 혈관운동중추를 억제하고 심장의 수축력이 약해져 심박출량의 감소, 말초혈관확장 등이 올 수 있으나 정상 심장기능을 가진 환자는 중등도 이상의 용량을 투여하지 않는 한 문제가 되지 않고 또 천천히 주사하면 이 작용도 미미하다. 때로는 오히려 반사성 빈맥이나 말초혈관저항이 상승하여 혈압저하를 억제하는 작용도 있다. Barbiturates의 투여속도나 투여량에 따라 혈압이 떨어질 수 있는데 울혈성 심부전 환자, 저혈량성쇽 환자, 베타차단제나 어떤 종류의 항고혈압제를 사용하던 환자들에서는 압수용체반사반응(baroreceptor reflex response)이 제한되어 심근억제가 심하게 나타날 수 있으므로 이들 환자의 정맥마취유도시에는 소량(0.5-1.0mg/kg)의 유도량을 쓴뒤 천천히 증가시켜야 하며 동시에 적절한 수액보충에 힘써야 한다.

## 기타작용
Barbiturates는 국소마취제로 인한 대뇌자극을 완화시켜주며 과민성반응(anaphylactic response)이 보고되고 있다. 얕은 마취에서는 자극에 예민하게 반응하여 가래, 피, 기관삽관, 위내용물 등의 자극으로 후두경련 등이 올 수 있다. 동공은 처음 산대되지만 곧 수축하며 피부절개에 반응이 없을 정도로 깊은 마취에 도달할 때까지 대광반사가 남고 깊은 마취시에는 동공의 위치가 가운데 있다. 마취가 깊어질수록 각막반응, 결막반응, 속눈썹(eyelash)반응, 안검(eyelid)반응 등이 없어지며 안압은 떨어진다. 참고로, 동물의 안락사에 정맥주사로 활용되는 유타솔의 주요 활성성분은 펜토바르비탈(바르비투르 진정제)과 알코올이다. 

## 같이 보기
- 바르비투르산염 과다복용
- 벤조디아제핀